# МКС-28
МКС-28 — двадцать восьмой долговременный экипаж Международной космической станции. Работа экипажа началась 23 мая 2011 года в 21:35 UTC после отстыковки корабля «Союз ТМА-20» от станции, и завершилась 16 сентября того же года, 0:38 UTC после отстыковки «Союза ТМА-21». Первоначально экипаж состоял из трёх человек. 9 июня 2011 года, 21:18 UTC произошло его пополнение до шести человек после стыковки корабля «Союз ТМА-02М».

## Экипаж
| Должность     | 23 мая — 9 июня 2011                  | 9 июня — 16 сентября 2011             | № полёта | Корабль доставки |
| ------------- | ------------------------------------- | ------------------------------------- | -------- | ---------------- |
| Командир      | Борисенко, Андрей Иванович, РКА       | Борисенко, Андрей Иванович, РКА       | 1        | «Союз ТМА-21»    |
| Бортинженер 1 | Самокутяев, Александр Михайлович, РКА | Самокутяев, Александр Михайлович, РКА | 1        | «Союз ТМА-21»    |
| Бортинженер 2 | Рон Гаран, НАСА                       | Рон Гаран, НАСА                       | 2        | «Союз ТМА-21»    |
| Бортинженер 3 |                                       | Волков, Сергей Александрович, РКА     | 2        | «Союз ТМА-02М»   |
| Бортинженер 4 |                                       | Фоссум, Майкл Эдвард, НАСА            | 3        | «Союз ТМА-02М»   |
| Бортинженер 5 |                                       | Фурукава, Сатоси, JAXA                | 1        | «Союз ТМА-02М»   |

ИсточникНАСА

## Ход экспедиции

### Выходы в открытый космос членов экипажа МКС-28
1. 12 июля 2011 года,  Рон Гаран и  Майкл Фоссум, из модуля Квест, длительность 6 часов 31 минута. Астронавты осуществили перенос в грузовой отсек шаттла STS-135 неисправного насосного модуля системы терморегулирования американского сегмента МКС, установка на платформе манипулятора «Декстр» робототехнического устройства для дозаправки (RMM), а также размещение образцов экспериментальных материалов в контейнере MISSE-8, на внешней поверхности станции[4].
2. 3 августа 2011 года,  Сергей Волков и  Александр Самокутяев, из модуля Пирс, длительность 6 часов 23 минуты[5]. Космонавты провели ряд операций на служебном модуле «Звезда», перенесена грузовая стрела со стыковочного отсека «Пирс» на малый исследовательский модуль-2, на поверхность «Пирса» помещена платформа с тремя контейнерами, с помощью которых исследуется влияние микроорганизмов на конструкционные материалы (эксперимент «Биориск»). Также во время выхода Сергей Волков успешно осуществил запуск микроспутника «Кедр» (эксперимент «Радиоскаф»)[6][7].

### Экспедиции посещения
1. STS-134 (Endeavour), старт 16 мая 2011 года, стыковка 18 мая 2011 года, отстыковка 30 мая 2011 года, посадка 1 июня 2011 года. Доставка на МКС альфа-магнитного спектрометра AMS-2 и внешней грузовой платформы ELC-3. Экипажем шаттла выполнено четыре выхода в открытый космос из модуля Квест.
2. STS-135 (Atlantis), старт 8 июля 2011 года, стыковка 10 июля 2011 года, отстыковка 19 июля 2011 года, посадка 21 июля 2011 года. Доставка на МКС робототехнического устройства для дозаправки (RRM), дооснащение МКС с использованием грузового модуля MPLM «Рафаэлло». Последний полёт по программе «Спейс Шаттл».

### Принятый грузовой корабль
«Прогресс М-11М», старт 21 июня 2011 года, стыковка 23 июня 2011 года.

### Аварийный запуск к МКС
«Прогресс М-12М», старт 24 августа 2011 года. Не выведен на орбиту, аварийное выключение ДУ 3-й ступени РН «Союз-У» на 346-й секунде полёта на участке работы 3-й ступени.